# Indalmus ingratus
Indalmus ingratus is een keversoort uit de familie zwamkevers (Endomychidae). De wetenschappelijke naam van de soort werd in 1952 gepubliceerd door Strohecker.